# التطور العصبي لتضخيم الطوبولوجيا
التطور العصبي لتضخيم الطوبولوجيا هي خوارزميات وراثية لتوليد شبكة عصبونية اصطناعية تتطور (طريقة تطور العبي) طورها كن ستانلي عام 2002 اثناء وجوده في جامعة جامعة تكساس في أوستن. إنه يغير كلاً من معلمات الترجيح وهياكل الشبكات، في محاولة لإيجاد توازن بين ملاءمة الحلول المتطورة وتنوعها.
تتعمد على تطبيق ثلاث تقنيات رئيسية:
- تتبع الجينات مع علامات التاريخ للسماح بتقاطع بين الطوبولوجيا.
- تطبيق الانواع (تطور الانواع) للمحافظة على الابتكارات.
- تطوير الطوبولوجيا بشكل تدريجي من الهياكل الأولية البسيطة («التعقيد»).

## الاداء
في مهام التحكم البسيطة، خوارزمية التطور العصبي لتضخيم الطوبولوجيا غالبا ما تصل إلى الشبكات فعالة أكثر اسرع من التقنيات التطورية العصبية وطرق تعليم معزز الأخرى.

## الخوارزمية
تقليديا يتم اختيار طوبولوجية الشيكة العصبية من قبل مجرب بشري، وقيم الوزن الاتصالالفعال يتم تعلمها من خلال إجراء تدريب. هذه الحالة قد ينتج عنها عملية التجربة والخطأ حيث قد تكون ضرورية لتحديد الهيكل المناسب. التطور العصبي لتضخيم الطوبولوجيا هو مثال طوبوبلوجيا وشبكة عصبية اصطناعية متطورة الوزن التي حاول في الوقت نفسه تعلم قيم الوزن وإيجاد الطوبلوجيا المناسبة للشبكة العصبية.
من اجل تشفير الشبكة إلى شكل ظاهري للخورزميات الوراثية، التطور العصبي لتضخيم الطوبولوجيا تستخدم مخطط تشفير مباشر مما يعني كل اتصال وخلايا عصبية يتم تمثيلها بشكل صريح. هذا على عكس مخطط التشفير الغير مباشر التي تحدد قواعد تسمح بإنشاء شبكة من دون التمثيل الصريح لكل اتصال وخلية عصبية حيث يسمح لتمثيل أكثر إحكاما.
التطور العصبي لتضخيم الطوبولوجيا يبدأ بالبيرسيبترون تشبه شبكة تغذية امامية تتكون فقط من خلايا عصبية مدخلة وخلايا عصبية مخرجة. مع تقدم التطور من خلال خطوات منفصلة، قد ينمو تعقيد الشبكة الطوبولوجية بطريقتين، إما عن طريق ادخال خلية عصبية جديدة في مسار اتصال أو عن طريق إنشاء اتصال بين خلايا عصبية غير متصلة سابقا.

### الاتفاقيات المتنافسة
مشكلة الاتفاقيات المتنافسة تظهر عندما يكون هناك أكثر من طريقة لتثيل المعلومات في الشكل الظاهري. على سبيل المثال، اذااحتوى الجينوم على الخلايا العصبية «أ» و «ب» و «ج» وتم تمثيله بـ[أ ب ج]، إذا تم تقاطع هذا الجينوم مع جينوم متطابق (من حيث الوظيفة) ولكن مرتب [ج ب أ] الانتقال سيؤدي إلى فقدان الأطفال للمعلومات ([أ ب أ] أو [ج ب ج])، في الواقع فقد ثلث المعلومات في هذا المثال. التطور العصبي لتضخيم الطوبولوجيا يحل هذه المشكلة من خلال تتبع تاريخ الجينات باستخدام رقم الابتكارت العالمي يزداد بزيادة الجينات الجديدة المضافة. عند إضافة جين جديد رقم الابتكارات العالمي يزداد ويتم تخصيصه لذاك الجين. وبالتالي، فكلما زاد الرقم كلما كان زيادة الجين الجديد مؤخرا. في جيل معين إذا حدثت طفرة متشابهة لاكثر من جينوم واحد فكلاهما ياخذ الرقم نفسه، وبعد ذلك سيبقى رقم الطفرة بدون تغيير إلى أجل غير مسمى.
تسمح أرقام الابتكار الخاصة بالتطور العصبي لتضخيم الطوبولوجيا بمطابقة الجينات التي يمكن تهجينها مع بعضها البعض.

## تطبيق
التطبيق الاصلي الخاص بكن ستانلي انشا تحت رخصة جنو العمومية. إنه يتكامل مع ما يسمى بال (GUILE) مخطط مترجم رخصة جنو العمومية، يعتبر هذا التنفيذ الخاص بالتطور العصبي لتضخيم الطوبولوجيا نقطة البداية الأساسية لتطبيقات خوارزمية التطور العصبي لتضخيم الطوبولوجيا.

## تطبيقات
- ستانليز original، mtNEAT و rtNEAT من اجل سي++
- ECJ، JNEAT، NEAT 4J،ANJI من اجل Java
- SharpNEAT من اجلC#
- MultiNEAT و mtNEAT من اجل سي++ وبايثون
- neat-python من اجل بايثون
- Maintained fork of neat-python من اجل بايثون
- Encog من اجل Java وC#
- peas من اجل بايثون
- RubyNEAT من اجل Ruby
- neatjs من اجل جافا سكريبت
- ليس التطبيق الدقيق، ولكن Neataptic من اجل جافا سكريبت
- Synaptic من اجل جافا سكريبت
- Neat-Ex من اجل إليكسير
- EvolutionNet من اجل سي++

## روابط خارجية
- NEAT Homepage
- "Evolutionary Complexity Research Group at UCF" - مجموعة البحث الحالية لكين ستانلي
- NERO: Neuro-Evolving Robotic Operatives - مثال لتطبيق التطور العصبي لتضخيم الطوبولوجيا
- GAR: Galactic Arms Race - مثال لتطبيق التطور العصبي لتضخيم الطوبولوجيا*"PicBreeder.org" - تطور الفن التعاوني عبر الإنترنت الناتج عن شبكات CPPN مع التطور العصبي لتضخيم الطوبولوجيا
- "EndlessForms.com" - إصدار ثلاثي الأبعاد من Picbreeder، حيث تقوم بشكل تفاعلي بتطوير كائنات ثلاثية الأبعاد مشفرة باستخدام شبكات CPPN وتم تطويرها باستخدام التطور العصبي لتضخيم الطوبولوجيا.
- BEACON Blog: What is neuroevolution?
- MarI/O - Machine Learning for Video Games، مقطع فيديو على YouTube يوضح تنفيذ التطور العصبي لتضخيم الطوبولوجيا لتعلم لعب Super Mario World
- "GekkoQuant.com" - سلسلة دروس مرئية حول التطور العصبي لتضخيم الطوبولوجيا، بما في ذلك حل مشكلة موازنة العمود الكلاسيكي باستخدام التطور العصبي لتضخيم الطوبولوجيا في R.
- "Artificial intelligence learns Mario level in just 34 attempts التطور العصبي لتضخيم الطوبولوجيا أوضح عبر برنامج MarI / O
- https://en.wikipedia.org/wiki/Neuroevolution_of_augmenting_topologies